# 마뤼스카 데트머르스
마뤼스카 데트머르스(네덜란드어: Maruschka Detmers, 1962년 12월 16일 ~ )는 네덜란드의 배우이다.

## 출연 작품
- 미녀 갱 카르멘 (1983)
- 육체의 악마 (1986)
- 한나스 워 (1988)
- 맘보 킹 (1992)